# Colégio Médico de Goa

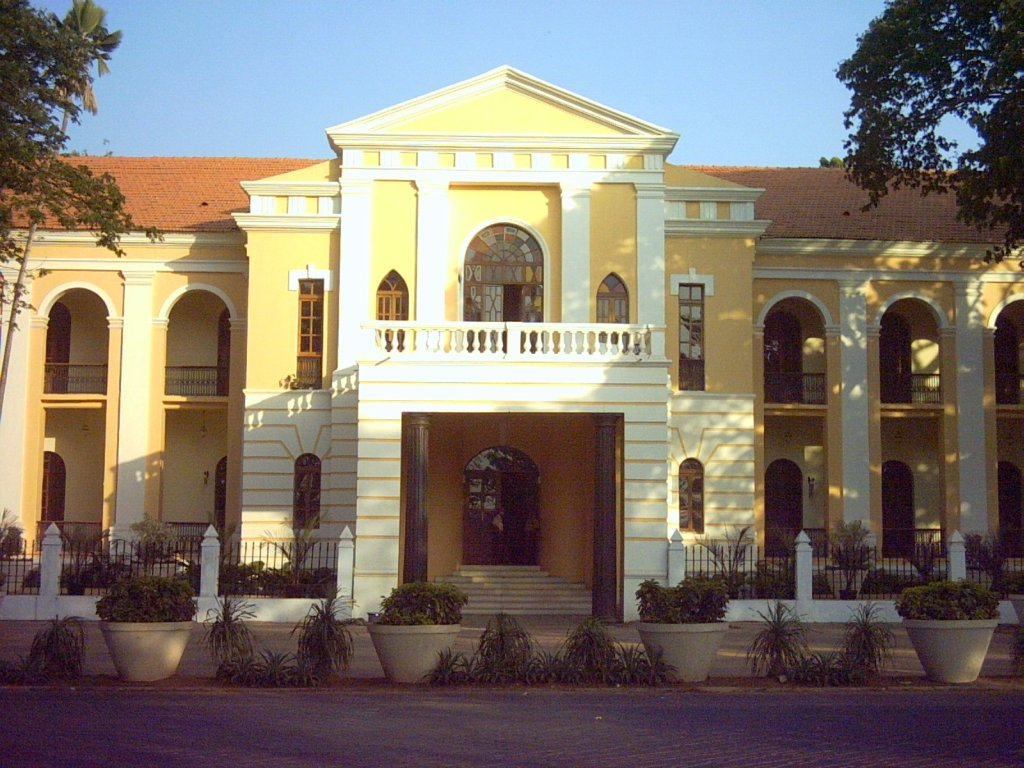
Prédio recuperado em Goa (Foto: Abril/2005)

O Colégio Médico de Goa é uma escola superior pública de medicina mantida pelo governo de Goa, na Índia. É uma das faculdades médicas mais antigas da Ásia. É atualmente uma instituição orgânica da Universidade de Goa (UG), sendo sua mais antiga unidade.
Existente de maneira intermitente como "Aula de Medicina e Cirurgia" desde 1691, foi oficialmente transformada em Escola Médica em 1842, por meio da Portaria do Governador Francisco Pereira, Conde das Antas, de 5 de Novembro de 1842.
Desde a sua fundação até 1963, quando passou a ser administrada pela Universidade de Mumbai, formaram-se pela Escola Médico-Cirúrgica de Goa 1.327 médicos e 469 farmacêuticos. Desde 1986 é uma instituição orgânica da Universidade de Goa.
Os médicos formados pela Escola de Goa contribuíram, sobretudo no Ultramar, para a sanidade destas províncias, tanto no combate às epidemias como nas companhas coloniais, como no auxílio às populações locais. A Metrópole reconheceu e prestou as devidas honras aos pioneiros da ciência em terras portuguesas da África e de Ásia.

## História
Desde as últimas décadas do século XVI Goa era conhecida como o "cemitério dos portugueses", na expressão do Vice–Rei Francisco de Távora, 1.º Conde de Alvor. A insalubridade de Goa Velha era manifesta, dada a densidade da população a que se juntavam a falta de higiene e de assistência médica. Até essa altura, eram raros os médicos na Índia Portuguesa.
O percurso do ensino de medicina em Goa, portanto, teve início em 1691, quando o físico-mor Manoel Roiz de Sousa iniciou uma Aula de Medicina  de Nova Goa, vindo pela requisição feita pelo Vice-Rei da Índia Rodrigo da Costa, funcionando de maneira intermitente no século XVIII; em 1801, a coroa portuguesa decidiu estabelecer a Aula de Medicina e Cirurgia, aos cuidados do físico-mor António José de Miranda e Almeida, formado em Coimbra. Esse curso funcionou até 1815, quando o médico abandonou Goa.
No entanto, foi somente em 5 de novembro de 1842 que a Escola Médico-Cirúrgica de Goa deu seu arranque definitivo. A instituição manteve-se em operação inclusive após 11 de dezembro de 1851, quando, por meio de um relatório ministerial e decreto anexo, o governo colonial extinguiu algumas escolas médicas sobrevivendo somente a de Goa.
Quando da anexação militar de Goa, empreendida pela União Indiana em 1961, a Escola passou a ser administrada pela Universidade de Mumbai.
Em 1986 passou a estar sob a administração da Universidade de Goa (UG), mudando a denominação história "Escola Médico-Cirúrgica" para "Colégio Médico".
Originalmente localizada no centro de Pangim, em uma estrutura de origem portuguesa, foi transferida para o bairro mais afastado de Alto-Bambolim em 1993, fazendo parte do complexo de ensino médico-hospitalar da UG.

## Estrutura
A Escola de Goa mantém, em sua estrutura orgânica, as seguintes instituições:
- Hospital Universitário (Alto Bambolim)
- Instituto de Psiquiatria e Comportamento Humano (Alto Bambolim)
- Hospital de Doenças Pulmonares Bragança Cunha (Santa Inez)
- Centro Rural de Saúde e Treinamento (Mandur-Goa Velha)
- Centro de Saúde Urbana (Santa Cruz)

## Cursos
São oferecidos cursos de bacharelado ao lado de vários cursos de mestrado e doutorado. Alguns cursos de especialização também são concedidos.